# A. E. Köchert

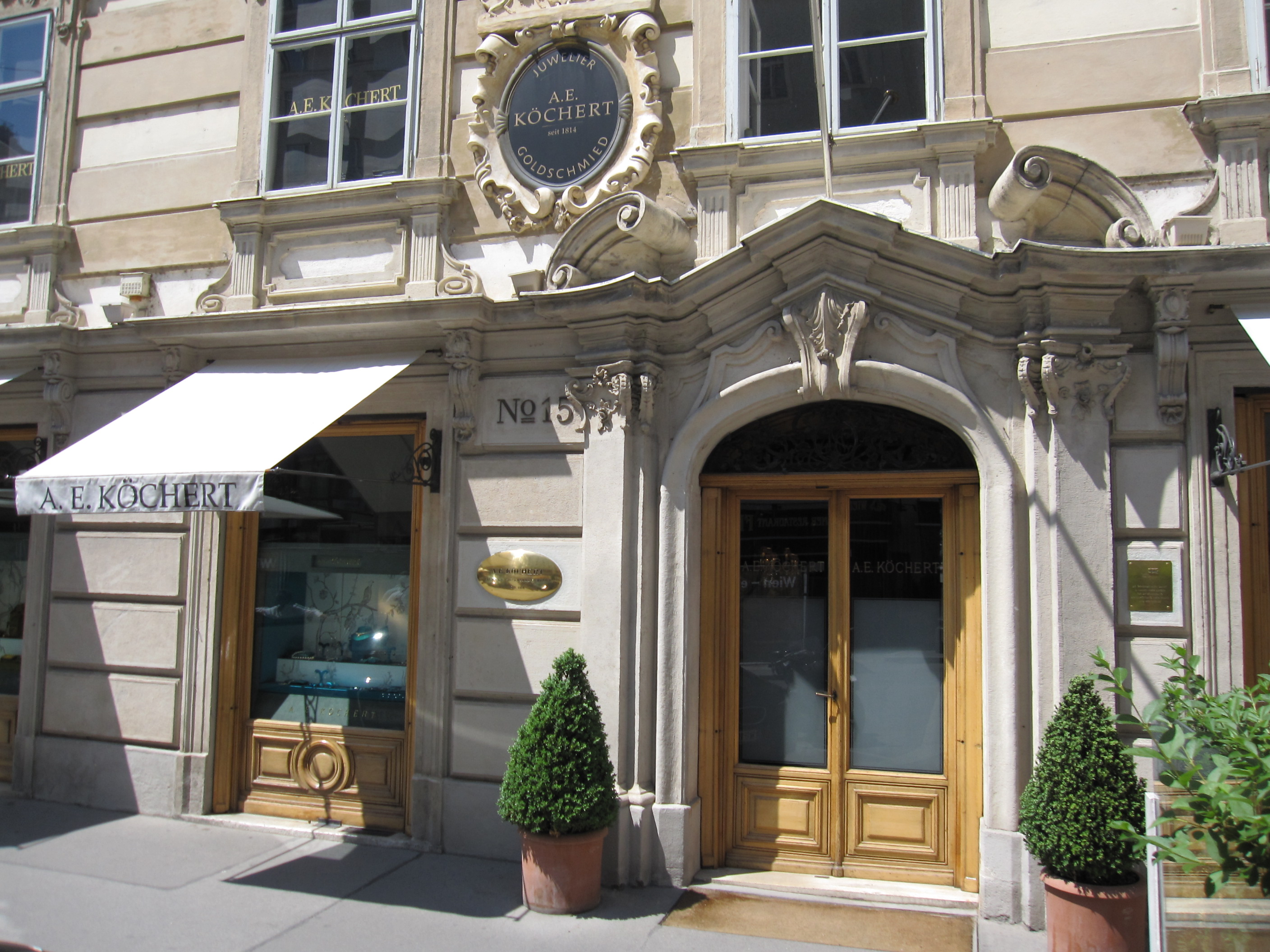
A. E. Köchert's Stammhaus am Wiener Neuen Markt 15

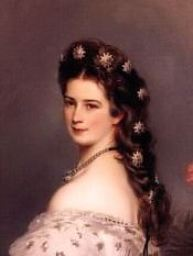
Kaiserin Elisabeth trägt die Sternjuwelen von A. E. Köchert im Haar (1865)

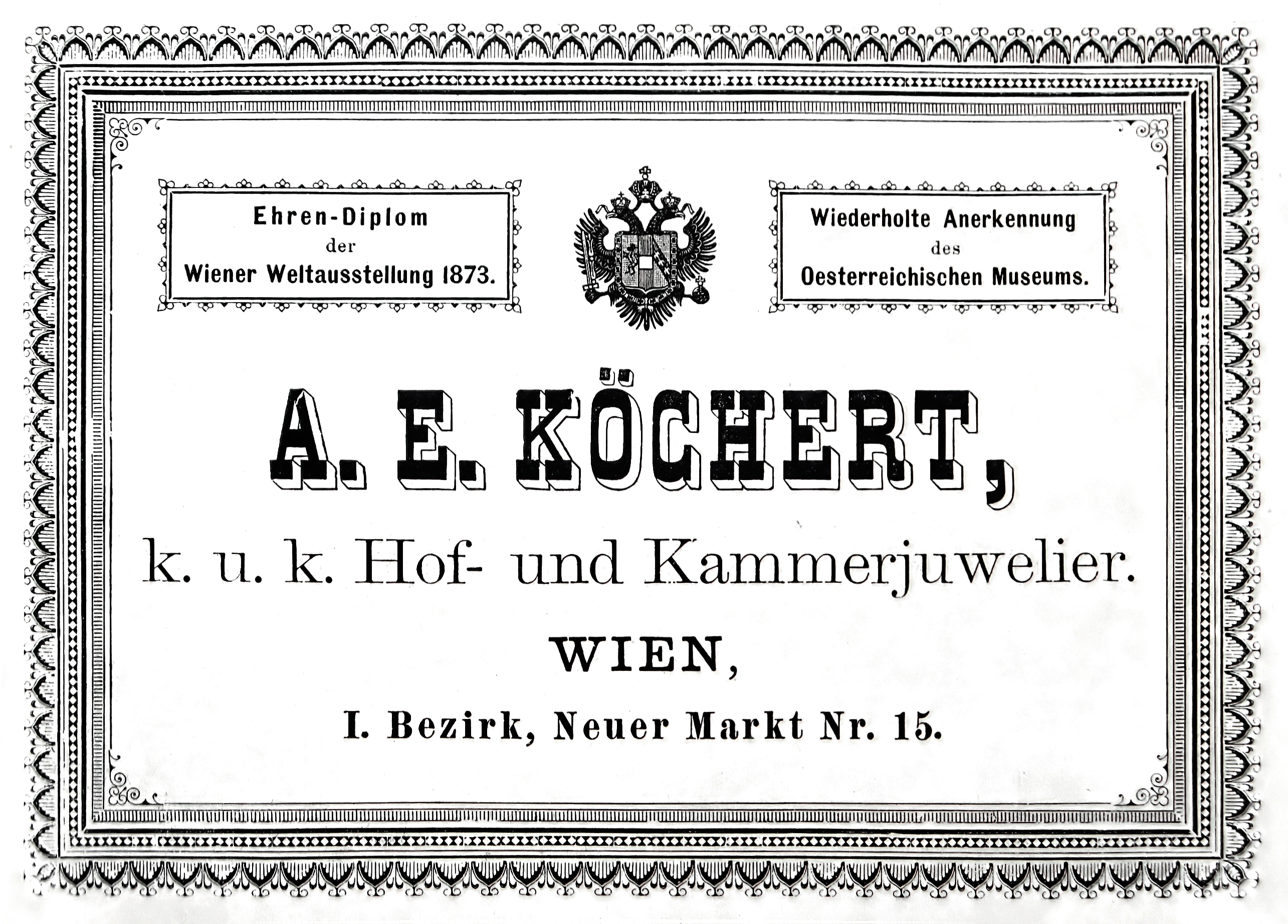
Werbung von A. E. Köchert (1891)

Die Juweliere A. E. Köchert zählen seit ihrer Gründung im Jahre 1814 zu den renommiertesten Juwelieren in Österreich. Das Stammgeschäft befindet sich seit 1873 am Neuen Markt 15 in Wien; im Dezember 2005 wurde ein weiteres Geschäft am Alten Markt 15 in Salzburg eröffnet.

## Geschichte
Jakob Heinrich Köchert (1795, Riga–1869, Wien) begann 1819 als Geselle bei Emanuel Pioté (* 1781 in Limoges), der während der Napoleonischen Kriege nach Wien gekommen war. Pioté stellte Juwelen in der französischen Art her, die beim Adel und dem Hof großen Anklang fanden. Köchert heiratete später die Schwester von Piotés Frau.
Als der damalige Hofjuwelier M. Cohen 1831 verstarb, bewarben sich Pioté und Köchert um den Hoflieferantentitel, den zunächst Piote erhielt und nach erneuertem Ansuchen sein Partner Köchert. Seitdem waren sie bis 1918 als k.u.k. Hof- und Kammerjuwelier und Goldschmied persönlicher Juwelier des österreichischen Kaisers und seines Hofes.
Das Unternehmen zog darauf ins Palais Pallavicini am Josefsplatz um. 1848 zog sich Pioté vom Geschäft zurück und Köchert wurde Alleininhaber. Als der damalige Kammerjuwelier von Mach 1849 verstarb, wurden Köchert und der Juwelier Biedermann zu Kammerjuwelieren erhoben. Köchert wurde dadurch auch mit der Pflege der Kronjuwelen betraut. Die Diamantsterne für Kaiserin Elisabeth, die auf dem Porträt von Winterhalter verewigt sind, wurden bald danach von der Firma entworfen.
Nach Jakob Heinrich Köchert übernahm sein Sohn Alexander Emanuel Köchert (1824–1879) das Geschäft. 1850 heiratete er Karoline Mayseder, die Tochter des Komponisten Joseph Mayseder. Nach dem Tod ihres Vaters erbte sie das Haus am Neuen Markt 15, wohin die Firma umzog und bis heute ihren Sitz hat. Alexander Köchert wurde wie sein Vater mit der Pflege der Kronjuwelen betraut. Als die Schatzkammer 1871 zur Öffnung vorbereitet wurde, inventarisierte Köchert die Bestände und reinigte und restaurierte die österreichische Kaiserkrone. Er erarbeitete neue Juwelen aus alten für den kaiserlichen Gebrauch, wie ein Diamantdiadem für Kaiserin Elisabeth mit dem Frankfurter Solitär. Berühmt sind die von Köchert für Kaiserin Elisabeth entworfenen „Sisi-Sterne“. Bei einer Aufführung von Mozarts Zauberflöte hatte Sisi derart vom Sternenschmuck der Königin der Nacht geschwärmt, dass der sonst so sparsame Kaiser Franz Josef I. bei Alexander Emanuel Köchert eine nicht kleine Anzahl von Diamantsternen in Auftrag gab, die er seiner Frau zum ersten Hochzeitstag überreichte.
Bei der Wiener Weltausstellung 1873 erhielt Köchert die Goldene Medaille zusammen mit dem Architekten Theophil von Hansen. Zu dem Zeitpunkt gehörte er zu den führenden europäischen Juwelieren des 19. Jahrhunderts.
Nach Alexander Köcherts Tod übernahmen seine Söhne Heinrich (1854–1908) und Theodor (1859–1936) den Betrieb. In den 1880er und 90er Jahren wurden zum Beispiel für die Hochzeit von Kronprinz Rudolf mit Stephanie von Belgien oder die Geburt von kaiserlichen Kindern Juwelen in Auftrag gegeben. Nach dem Selbstmord des Kronprinzen und der Ermordung der Kaiserin ging die Zahl der Bestellungen jedoch stark zurück. Bestellungen für Tauf- und Hochzeitsgeschenke in der kaiserlichen Familie sowie für die Schauspielerin Katharina Schratt gab es aber noch vom Kaiser. Auch die Thronfolger Franz Ferdinand und später Kaiser Karl I. gaben Werke bei Köchert in Auftrag. 1916 brachte Köchert die Kronjuwelen für die Krönung von Karl I. in Ordnung.
Neben Hof und Adel zählte zunehmend das gehobene Bürgertum zur Kundschaft wie Wittgenstein, Haas, Sacher, Todesco, Dreher, Epstein und Mauthner. Mit der wachsenden Beliebtheit des Wiener Jugendstils arbeiteten nun Köchert und die Wiener Werkstätte zusammen. Die Architekten Josef Hoffmann und später Oswald Haerdtl entwarfen Schmuckstücke.
Nach dem Ersten Weltkrieg und dem Zusammenbruch der Monarchie konnte Köchert sich trotz widriger Umstände weiter behaupten. Theodor Köcherts Söhne Erich (1882–1949) sowie Wilfried (1900–1981) führten die Geschäfte weiter. Die alten adeligen Kunden wurden vermehrt ersetzt durch Künstler wie Richard Strauss und wohlhabende Bürger. Nach dem Anschluss an das Deutsche Reich im Jahr 1938 verließen viele dieser Kunden das Land. Köchert musste die Reichskleinodien begleiten, als sie im selben Jahr von Wien nach Nürnberg gebracht wurden.
Nach dem Zweiten Weltkrieg wurde das Unternehmen von Erich Köcherts Sohn Gotfrid (1918–1986) und Wilfrieds Sohn Dieter (1926–1991) fortgeführt. Heute wird es in der sechsten Generation von Christoph Köchert (* 1964) und Cousin Wolfgang Köchert (* 1964) sowie Florian Köchert (Salzburg) (* 1977) geleitet. Das Unternehmen arbeitet auch mit Hans Hollein oder Boris Podrecca zusammen, um neuere Stücke herzustellen. Auf internationalen Auktionen erreichen Schmuckstücke aus dieser Zeit, die mit „AEK“ signiert sind, Höchstpreise.
Das Unternehmen ist seit 2014 Mitglied der Association les Hénokiens, einer Organisation von Familienunternehmen, die seit mindestens 200 Jahren durchgängig in Mehrheitsbesitz der Gründerfamilie sind und von einem Nachkommen des Gründers geführt werden.
Das Unternehmen fertigt die traditionsreichen Ehrenringe Sub auspiciis für die höchstmögliche Auszeichnung von Studienleistungen in Österreich.